# Thrakien

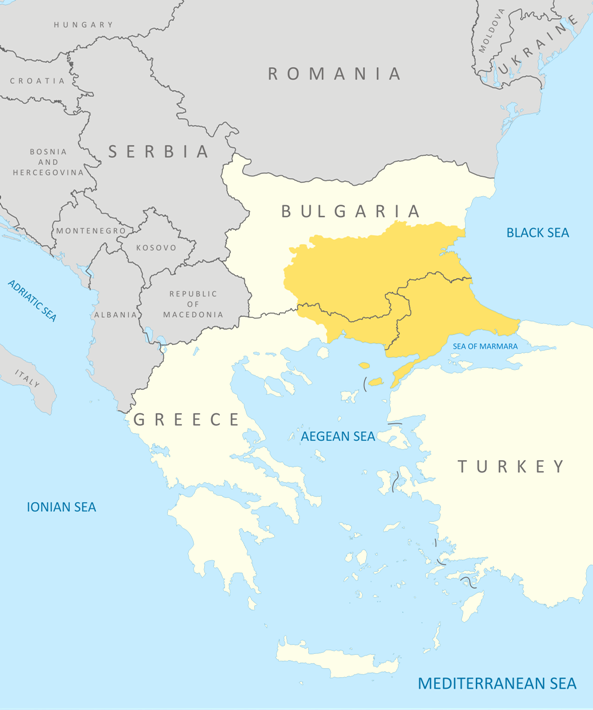
Thrakien med moderna statsgränser utsatta

Thracia som Romersk provins 125 e.Kr.

Thrakien (latin Thracia, grekiska Θρᾴκη, Thrákē, bulgariska Trakija, turkiska Trakya) är en historisk och geografisk region på sydöstra Balkanhalvön mellan Svarta havet, Egeiska havet och Marmarasjön. 
Det historiska området Thrakien är beläget i nuvarande nordöstra Grekland, södra Bulgarien och den europeiska delen av Turkiet. 
Östra Makedonien och Thrakien är sedan 1987 det officiella namnet på en region i nordöstra Grekland. Östra Thrakien tillhör Turkiet.

## Historia
De greker som koloniserade kusten från 600-talet före Kristus kallade allt land norr om Grekland och Egeiska havet för Thrakien. Landet fick sitt namn efter den indoeuropeiska folkgrupp, thrakerna, som då bebodde landet. Viktiga inslag i deras kultur var dyrkan av Dionysos och vissa slag av religiös skaldekonst, vari de till och med varit grekernas läromästare.
De östra delarna av landet underkuvades av perserna i samband med Dareios I:s fälttåg mot skyterna 512 f.Kr. 
Vid mitten av 400-talet f.Kr. var många av de trakiska stammarna samlade till ett mäktigt rike under de odrysiska kungarna Teres, Sitalkes och Seuthes men snart splittrades det odrysiska riket i flera smärre, som till stora delar erövrades av Filip II av Makedonien 343 f.Kr. Efter Alexander den stores död upprättade Lysimachos för en tid ett eget rike i Thrakien med Lysimacheia som huvudstad. 
281 f.Kr ockuperade keltiska styrkor Thrakien och grundlade det mäktiga riket Tylis i regionen, men redan 212 f.Kr återtog thrakiska dynastier makten. Från ca 15 f.Kr stod dessa under romersk överhöghet, och från 46 e.Kr var Thrakien uppdelat i de romerska provinserna Moesia och Thracia. Efter riksdelningen 395 tillhörde Thrakien Bysantinska riket. 
Thrakien erövrades delvis av bulgarer under 600-talet och av turkarna under 1300-talet.

## Geografi
Bland de många bergskedjor, vilka fyller större delen av landet, är de förnämsta Balkanbergen (Haimos/Haemus) och det därifrån mot söder och sydöst utgrenade Rhodope. På gränsen mot Makedonien låg det i forntiden för sina rika guld- och silvergruvor berömda berget Pangaios. Huvudfloder är Hebros (nu Maritsa) och Nestos (nu Mesta eller Karasu), under en tid gränsflod mot Makedonien. 
Thrakien ansågs av grekerna i det hela vara ett ofruktbart land med kallt och strävt klimat. Av skalderna betecknades det som nordanvindens hemland. Detta gäller dock ej om den södra kuststräckan, varest grekerna redan tidigt med förkärlek slog sig ned och grundlade många kolonier, såsom Abdera, Dikaia, Mesambria och Ainos vid Egeiska havet, Perinthos och Selymbria vid Propontis, Bysantion vid Bosporen. Till Thrakien räknades även den mellan Melasviken och Hellesponten mot sydväst utskjutande, 75 km långa och i medeltal 15 km breda landtunga, som fordom kallades Thrakiska Chersonesus (nu Gallipoli). I det inre landet låg städerna Filippopolis och Hadrianopolis vid floden Hebros och Lysimacheia vid ingången till Chersonesus.